# Gyula Peidl
Gyula Peidl (n. 4 aprilie 1873, Ravazd, Pusztai járás, Győr-Moson-Sopron, Ungaria – d. 22 ianuarie 1943, Budapesta, Regatul Ungariei) a fost un politician socialist maghiar.
A fost între altele lider sindical și prim-ministru în ultima săptămână în care a mai existat Republica Sovietică Ungară între 1-6 august 1919. A încercat să repare pagubele aduse Ungariei de regimul comunist al Sovietelor. A decretat anularea măsurilor nepopulare ale comuniștilor, restaurarea proprietății particulare, dizolvarea Gărzilor roșii și închiderea tribunalelor revoluționare. După ocuparea Budapestei de către Armata Română la 3 august 1919 și după puciul de dreapta din 6 august 1919 a părăsit Ungaria și a trăit doi ani în exil în Austria.  
Întors în Ungaria și-a reluat activitatea sindicală și politică; a fost liderul fracțiunii parlamentare social-democrate între anii 1922 - 1931, în timpul regimului lui Horthy.
1. ↑   https://library.hungaricana.hu/hu/view/BFLV_bn_25_07_1999_3_2/?pg=201&layout=s Lipsește sau este vid: |title= (ajutor)
2. ↑   https://library.hungaricana.hu/hu/view/OGYK_Almanach_1922-1926_1/?query=%22Peidl%20Gyula%22&pg=138&layout=s Lipsește sau este vid: |title= (ajutor)
3. ↑  József Bölöny[*], Hubai László[*], Magyarország kormányai[*], p. 93 Verificați valoarea |titlelink= (ajutor);